# Tanjung Pura (Pengandonan)
Tanjung Pura is een bestuurslaag in het regentschap Ogan Komering Ulu van de provincie Zuid-Sumatra, Indonesië. Tanjung Pura telt 396 inwoners (volkstelling 2010).

## Bekende inwoners

### Geboren
- Dick de Zeeuw (1924-2009), Nederlands landbouwkundige, hoogleraar en politicus.